# Christian Hohenlohe
Christian Hohenlohe właściwie Christian Kraft, Fürst zu Hohenlohe-Öhringen, Herzog von Ujest (ur. 21 marca 1848 w Öhringen, zm. 14 maja 1926 w Somogyszob w komitacie Somogy) – niemiecki książę z rodu Hohenlohe.

## Życiorys
Syn Hugona zu Hohenlohe-Öhringen i Pauliny von Fürstenberg, potomek ks. Fryderyka Ludwika Hohenlohe. Książę, generał, polityk, właściciel dóbr ziemskich na Dolnym i Górnym Śląsku, a także na Węgrzech, w tym w Tatrach. Przemysłowiec górnośląski. Żonaty z Otylią, księżną Lubraniec-Dąmbski, z domu Brauns.
Za pośrednictwem Henryka Kolischera prawdopodobnie brał udział w licytacji dóbr zakopiańskich. Uczestnik sporu przed sądem polubownym w Grazu pomiędzy nim a hrabią Władysławem Zamoyskim o Morskie Oko, który przegrał.
Ukończył Akademię Rycerską w Legnicy i prawo na Uniwersytecie w Bonn. Stopień generalski uzyskał podczas wojny francusko-pruskiej w latach 1870–1871. W 1899 r. wybudował kopalnię węgla kamiennego na Brynowie (dziś w granicach Katowic) – Oheimgrube. W 1905 r. sprzedał swoje zakłady przemysłowe za 44 mln marek i roczną rentę w wysokości 4 mln marek spółce akcyjnej Hohenlohe Werke AG z siedzibą na Wełnowcu.
Znany był z wystawnego trybu życia. Gośćmi w jego rodowej siedzibie w Sławięcicach byli cesarze Wilhelm II i Mikołaj II. Po I wojnie, aby uniknąć wpłacenia specjalnego podatku, przekazał 15% akcji Hohenlohe Werke A.G. polsko-francuskiej spółce Skarboferm.
Zmarł bezdzietnie, majątek po nim odziedziczył młodszy brat Hans von Hohenlohe.

## Odznaczenia
Odznaczenia Christiana Hohenlohe to między innymi:
- Krzyż Wielki Orderu Orła Czerwonego z koroną (Prusy)
- Krzyż Żelazny (Prusy)
- Order Świętego Jana (Prusy)
- Krzyż Zasługi Orderu Hohenzollernów ordynku książęcego (Prusy)
- Order Wierności (Badenia)
- Kawaler I klasy Orderu Lwa Zeryngeńskiego z mieczami i liśćmi dębu (Badenia)
- Krzyż Wielki Orderu Zasługi Korony Bawarskiej (Bawaria)
- Krzyż Wielki Orderu Alberta ze złotą gwiazdą (Saksonia)
- Krzyż Wielki Orderu Sokoła Białego (Saksonia)
- Krzyż Wielki Orderu Korony (1897, Wirtembergia)[2]
- Krzyż Wielki Orderu Fryderyka (1871, Wirtembergia)[3]
- Krzyż Wielki Orderu Niepokalanego Poczęcia Najświętszej Marii Panny z Vila Viçosa (Portugalia)
- Order Świętego Aleksandra Newskiego (Imperium Rosyjskie)
- Krzyż Wielki Orderu Orła Białego (Serbia)

## Literatura
- Volker Stalmann, Christian Kraft zu Hohenlohe-Öhringen (1848–1926). „Leben wie Lukull.“ In: Alma Hannig, Martina Winkelhofer-Thyri (Hrsg.): Die Familie Hohenlohe. Eine europäische Dynastie im 19. und 20. Jahrhundert. Verlag Böhlau, Köln 2013, ISBN 978-3-41222201-7, s. 357–373.